# سفارة التشيك في كندا
سفارة التشيك في كندا هي أرفع تمثيل دبلوماسي لدولة التشيك لدى كندا. تقع السفارة في أونتاريو وهي تهدف لتعزيز المصالح التشيكية في كندا.

## وصلات خارجية
- قائمة سفارات التشيك
- قائمة السفارات في كندا